# Grimburg
Grimburg település Németországban, Rajna-vidék-Pfalz tartományban. Lakosainak száma 449 fő (2023. december 31.).

## Népesség
A település népességének változása:
| Lakosok száma | 499  | 472  | 464  | 439  | 437  | 449  |
|               | 1975 | 2017 | 2019 | 2021 | 2022 | 2023 |